# North Fork East Fork Chandalar River
Der North Fork East Fork Chandalar River ist ein etwa 143 Kilometer langer rechter Nebenfluss des East Fork Chandalar River im zentralen Norden des US-Bundesstaats Alaska. Der Flussname wurde 1951 vom U.S. Geological Survey (USGS) veröffentlicht.

## Verlauf
Der North Fork East Fork Chandalar River entspringt im Süden der Philip Smith Mountains, ein Teilgebirge der Brookskette, auf einer Höhe von etwa 1350 m. Er fließt in überwiegend südsüdöstlicher Richtung. Er mündet schließlich in den East Fork Chandalar River, 40 km oberhalb dessen Mündung in den Teedriinjik River. Im Unterlauf bildet er einen verflochtenen Fluss.

## Einzugsgebiet
Der North Fork East Fork Chandalar River entwässert ein Areal von etwa 2155 km². Das Einzugsgebiet grenzt im Westen an das des Middle Fork Chandalar River, im Norden an das des Wind River sowie im Osten an das des oberstrom gelegenen East Fork Chandalar River.

## Naturschutz
Der North Fork East Fork Chandalar River verläuft auf seiner gesamten Länge im Arctic National Wildlife Refuge.